# Gimma
Gimma [dʃɪm:ɑ] (* 5. März 1980 in Haldenstein; bürgerlich Gian-Marco Schmid) ist ein Rapper und Schriftsteller aus Haldenstein (Chur) im Kanton Graubünden mit schweizerdeutschen Texten.

## Biografie

### Werdegang
Gimmas Jugendzeit war von vielen Schattenseiten geprägt. Seine Eltern liessen sich scheiden und es folgte ein Aufenthalt in einer psychiatrischen Klinik. Dies war ausschlaggebend dafür, dass er 1993 das Gymnasium abbrach.
In der Sekundarschule verkaufte er auf dem Pausenhof seine ersten Rap-Tapes. Sein Weg zum Sekundarabschluss wurde jedoch durch eine Tumor-Diagnose hinausgezögert: In Gimmas Kopf wurde ein Tumor entdeckt, der in einer siebenstündigen Operation entfernt werden musste. Durch die negativen Erfahrungen und die Operation zeigte Gimma Verhaltensauffälligkeiten. Drei Jahre später folgte eine intensive Psychotherapie, weil er erneut drogenabhängig wurde.
1996 konnte Gimma den Sekundarschulabschluss machen und trat in ein Franziskanerkloster ein. Gimma trat jedoch bereits nach kurzer Zeit aus dem Kloster aus und begann eine kaufmännische Lehre bei Calanda Bräu, die er nach einer zweiten Psychotherapie erfolgreich abschliessen konnte.
Im Jahre 1999 nahm er gemeinsam mit Rennie und DJ Stimpee Kutz von der Gruppe Sektion Kuchikäschtli sein erstes Album Planet Strengelbach auf und veröffentlichte es ohne Erlaubnis seiner Kameraden. Im Folgejahr stand er im Vorprogramm von High & the Mighty  und Cage Kennylz erstmals im Ausland auf der Bühne.
2001 erschien schliesslich sein erstes, heute vergriffenes Soloalbum unter dem Titel Droga, Sex, Gwalt, Rap im Eigenvertrieb. Es folgten das Album Wissa Müll sowie diverse Zusammenarbeiten mit anderen Musikern, ehe Gimma 2006 mit dem Album I gega d’Schwiiz erstmals in die Schweizer Charts einsteigen konnte. Das Album hielt sich 30 Wochen in den Charts und debütierte auf Platz 13. Ausserdem war er mit seiner Single Hymna der Gewinner des offiziellen WM-Songs der Schweizer Fussballnationalmannschaft. Im folgenden Jahr erschien Panzer, welches sich in den Top 10 der Charts platzieren konnte.
Sein sechstes Album Hippie wurde zu grossen Teilen von Roman Camenzind produziert und fiel sehr Popmusik-lastig aus. Gimma selbst bezeichnete das Werk später als „kulturellen Tiefflieger“ und besann sich im Folgejahr mit dem Album Unmensch wieder auf den Stil früherer Platten.
Am 28. Januar 2011 veröffentlichte Gimma sein achtes Soloalbum Mensch si, das insgesamt 13 Lieder mit Gastbeiträgen von Adrian Sieber, Carlos Leal, Lou Geniuz und Breitbild enthält. Als Single wurde der Titeltrack Mensch si veröffentlicht.

### Musik
Die Texte Gimmas bewegen sich von witzig zu tiefsinnig bis zu rüpelhaft. Das persönliche Leid sowie das Leiden in der Welt werden genauso angesprochen wie die Damenwelt und sonstige Alltagsthemen. Gimma benutzt eine sehr direkte Sprache. Auch merkt man, dass er kein Gegner von Drogen ist. Im Song Iisziit, ausgekoppelt aus dem Erfolgsalbum I gega d'Schwiz, verarbeitet Gimma ebenfalls seine Drogenkarriere mit schmerzhaften Niederlagen gegen die Sucht und deren Folgen. Im Jahr 2008 veröffentlichte er unter demselben Titel ausserdem ein Konzeptalbum um Iisziit, welches in Zusammenarbeit mit Claudio Bucher entstand. Des Weiteren zeigt sich Gimma für diverse Partytracks und Battle-Rap-Lieder verantwortlich.

### Weiteres
Gimma war in Chur als Jugendarbeiter tätig. Er hat mehrere Tätowierungen, unter anderem ein Smiley auf dem Handrücken und den Spruch Veritas Odium Parit (Wahrheit erzeugt Hass) auf der linken Seite des Halses. Er ist zudem unter den Namen DJ Ammig, Partydiktator oder Fabrizio Risiko als DJ tätig und Gründungsmitglied der Oschtblock Kuabuaba (OBK).
Gimma ist seit 2011 Präsident der regionalen Fussball Auswahl FA Raetia und hat in dieser Funktion 2012 an der Weltmeisterschaft der Regionen – dem VIVA World Cup – in Nordirak/Kurdistan teilgenommen. Er ist zudem Teilhaber des Restaurants Calanda in Haldenstein, Graubünden.

## Diskografie
Alben
- 2001: Droga, Sex, Gwalt, Rap
- 2003: Wissa Müll
- 2005: Mis Leba isch so Scheisse
- 2006: I gega d’Schwiiz
- 2007: Panzer
- 2009: Hippie
- 2010: Unmensch
- 2011: Mensch si
- 2016: Megaschwiizer
- 2019: Kartellmusig
- 2020: Bill Gates Vs. dini Muater Instrumentals (als Gimma und Sini Imaginära Kollega)

Singles
- 2006: Superschwiizer
- 2006: Hymna
- 2006: Iisziit
- 2007: Links, Rechts
- 2007: Chef vo Schwiiz
- 2007: König vo da Luusbuaba
- 2007: Bäng wiä gäng (QL feat. Gimma)
- 2009: Iar sind alles Hippies
- 2009: Engel vum Selig
- 2010: Get Gone (Wreckid feat. Gimma)
- 2011: Mensch si (feat. Lou Geniuz & Carlos Leal)
- 2013: Bachelor Song
- 2015: As kann nu eina geh (feat. Chris Bluemoon)
- 2016: Maska hinter Maskana
- 2017: Bluamamaitli (Sandro Dietrich feat. Gimma)
- 2017: Koala
- 2017: Megaschwiizer
- 2018: Gfühllos
- 2018: Hai
- 2018: Liabi isch (wiana Furz)
- 2018: Ride The Zamboni (feat. David Charles)
- 2019: Alpsega (feat. 42 Buebe)
- 2019: Aifach
- 2019: Sanduhr
- 2020: Scheiterigsprozess
- 2020: Gorbli

mit OBK
- 2001: Pump dä Scheiss uf (Vinyl-EP)
- 2004: Neu: D'Wohrheit!
- 2006: No meh Wohrheit (Mixtape)
- 2008: America Is Back
- 2008: Feria in Guantanamo (Single)
- 2008: Viva la Grischa (Single)

Sonstiges
- 1999: TAO – Planet Strengelbach
- 2000: TAO – z'zweita allai (Vinyl-EP)
- 2003: Britney's Beer's (Split Single Vinyl)
- 2003: Dr letschti Dreck (EP)
- 2005: QRCT Mixtape (Mixtape)
- 2005: Skandal (EP mit Skafari)
- 2008: Iisziit (mit Claud als Bucher & Schmid)
- 2009: Rockkonzert (Samplerbeitrag feat. Juhnke Jugend Bock uf Rock Vol. 2)
- 2012: Toni Tell (Album) mit Gerard MC
- 2012: Underground Disco (EP) mit Stalingrad Cowboyz
- 2013: Dunkli Energie (EP)
- 2013: I khör eui nid (Samplerbeitrag mit Gimmalaya; Bock uf Rock Vol. 6)
- 2017: Erich Hess vu Afrika (EP)
- 2020: I.S.H.R.A. (Mixtape)

## Literarische Werke
- 2015: Hinter dera Maska isches dunkel (Semiautobiografie)
- 2016: «40» (Roman)
- 2019: Anekdota vuma Ex-Promi (Hörbuch)
- 2019: Kartellmusig (Album und Textbuch)
- 2020: Scheitera
- 2025: Abschiede von Mutter[3]

## Auszeichnungen
- 2006: WM Song-Contest (mit Hymna)
- 2007: Prix Walo – Newcomer (Nominierung)
- 2008: Swiss Music Award für Panzer (Nominierung)
- 2009: Kulturanerkennungspreis der Stadt Chur
- 2009: Crossmedia Gold-Award mit Agentur Jung von Matt (für Viva la Grischa)
- 2010: Swiss Music Award für Iisziit (Nominierung)
- 2011: MTV European Music Award als bester Schweizer Künstler

## Filmografie
- 2007: Chicken Mexicaine (als er selbst)